# Екологія страху

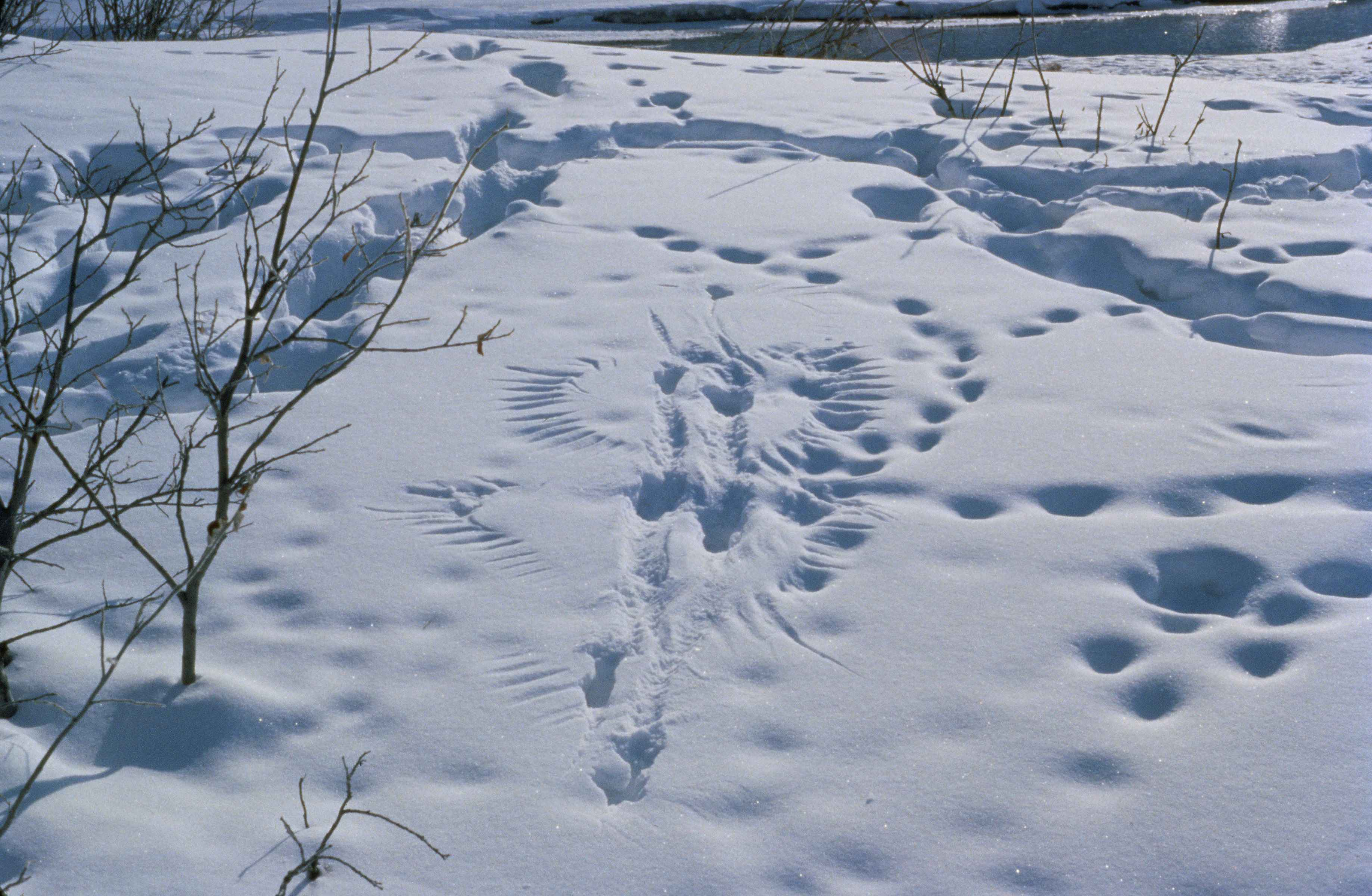
Снігові відбитки, що демонструють сліди взаємодії хижака і жертви

Екологія страху — це концептуальна основа, що описує психологічний вплив стресу, спричиненого хижаками, який переживають тварини, на популяції та екосистеми. В межах екології вплив хижацтва традиційно розглядається як обмежений тваринами, яких вони безпосередньо вбивають, тоді як екологія страху розвиває докази того, що хижаки можуть мати набагато суттєвіший вплив на особин, яким вони передують, зменшуючи плодючість, виживання та популяцію розміри. Щоб уникнути загибелі, тварини, на яких полюють, застосовуватимуть засоби захисту від хижаків, які допомагають вижити, але можуть нести значні витрати.

## Історія
Концепція була винайдена в роботі «Екологія страху: Екологія страху: оптимальне пошуку їжі, теорія ігор та трофічні взаємодії»  яка стверджувала, що «хижак [...] виснажує страву їжі [...], лякаючи здобич, а не насправді вбиваючи жертву».
У 2000-х роках екологія страху привернула увагу після того, як дослідники виявили вплив реінтродукції вовків в Єллоустоун на відростання осики та верб через значне зменшення чисельності лося в парку через вбивства. Деякі дослідження також показали, що вовки впливали на інтенсивність випасу та характер лося, оскільки вони почувались менш захищеними під час годування. Критики запропонували альтернативні пояснення відновлення, крім реінтродукції вовка.
Розгляд вовків як харизматичного виду та слава Єллоустоун призвів до широкої уваги ЗМІ до цієї концепції, включаючи згадування в The New York Times та розгорнуту ілюстрацію впливу вовків на Єллоустоун у березневому виданні журналу National Geographic. Також було популярне відео на YouTube, як вовки міняють річки, яке деякі вчені описали як величезне завищення.
Дослідження 2010 року показало, що акули, як і вовки, можуть мати здатність створювати екологію страху в екосистемах, в яких вони мешкають. У 2012 році дослідження показало, що екологія страху також може застосовуватися до паразитів, і факти свідчать про те, що тварини відмовляються від годівлі як через хижаків, так і через уникнення паразитів.
Деякі критики цієї концепції стверджують, що «когнітивні та емоційні аспекти уникнення хижацтва залишаються невідомими» і що це вірно для «практично всіх досліджень» «екології страху».

## Ландшафт страху
Ландшафт страху - це модель, заснована на екології страху, яка стверджує, що поведінка тварин, на яких полюють, формується за допомогою психологічних карт їх географічного оточення, що відповідає за ризик хижацтва в певних районах.

## Зв’язок з посттравматичним стресовим розладом
У статті 2011 року описано, як вплив хижаків як небезпечних для життя психологічних стресових факторів застосовується на тваринних моделях посттравматичного стресового розладу (ПТСР); ці моделі також використовуються для наслідування досвіду ПТСР у людей, і автори запропонували співпрацю між екологами та неврологами для вивчення «неврологічних наслідків викликаного хижаками страху та стресу у тварин у дикій природі».
У 2019 році дослідження виявило стійкий вплив на поведінку та подібні до ПТСР зміни мозку диких тварин, спричинені взаємодією з хижаками, що викликає страх.

## Вплив людини
Дослідження виявили, що страх перед людьми може суттєво вплинути на поведінку тварин  зокрема на найвищих хижаків, таких як пуми. Люди також можуть створити екологію страху, повторно впровадивши хижаків у райони, де вони більше не живуть; філософ моралі Оскар Хорта виступає проти таких реінтродукцій, стверджуючи, що вони суперечать добробуту та інтересам тварин, які вже живуть у навколишньому середовищі.

## Подальше читання
- Evans Ogden, Lesley (8 жовтня 2020). Being eaten: The fear of becoming a meal is a powerful evolutionary force that shapes brains, behaviour and entire ecosystems. Aeon (англ.). Архів оригіналу за 23 квітня 2021. Процитовано 10 березня 2021.